# Guillaume Bianchi
Guillaume Bianchi (ur. 30 lipca 1997 w Rzymie) – włoski florecista, wicemistrz olimpijski z Paryża (2024), złoty medalista mistrzostw świata. 

## Życiorys
W 2014 roku zdobył brąz w indywidualnej rywalizacji kadetów na mistrzostwach świata juniorów w Płowdiwie. Na rozgrywanych rok później mistrzostwach świata juniorów w Bourges był drugi drużynowo i trzeci indywidualnie. Ponadto zdobył brązowy medal indywidualnie na mistrzostwach świata juniorów w Płowdiwie w 2017 roku. 
Podczas mistrzostw świata w Kairze w 2022 roku Włosi w składzie: Guillaume Bianchi, Alessio Foconi, Daniele Garozzo i Tommaso Marini zdobyli złoty medal w zawodach drużynowych. W turnieju indywidualnym nie startował.
Na mistrzostwach Europy w Antalyi w 2022 roku zdobył złoto drużynowo. Rok później, podczas mistrzostw Europy w Płowdiwie zajął trzecie miejsce indywidualnie.
W 2024 roku w barwach Włoch wziął udział w Letnich Igrzyskach Olimpijskich w Paryżu, gdzie w rywalizacji indywidualnej florecistów dotarł do ćwierćfinału, a w turnieju drużynowym zdobył srebrny medal.